# Шаповал Володимир Никифорович
Володимир Никифорович Шаповал (9 квітня 1934, село Старосілля Київської області, тепер Городищенського району Черкаської області — 25 листопада 2023) — український радянський і компартійний діяч, голова виконкому Черкаської обласної ради. Депутат Верховної Ради УРСР 10—11-го скликань, народний депутат України 1-го скликання. Член Ревізійної Комісії КПУ в 1986—1990 р. Член ЦК КПУ в 1990—1991 р.

## Біографія
Народився в селянській родині. У 1949—1953 роках — навчання в Городищенському сільськогосподарському технікумі.
У 1953—1954 роках — агроном Остропільської машинно-тракторної станції (МТС) Кам'янець-Подільської області.
У 1954—1957 роках — служба в Радянській армії.
У 1957—1958 роках — головний агроном колгоспу імені Чапаєва Золотоніського району Черкаської області.
Член КПРС з 1958 року.
У 1958—1970 роках — голова колгоспу імені Чапаєва Золотоніського району Черкаської області.
У 1967 році заочно закінчив Уманський сільськогосподарський інститут.
У 1970—1973 роках — начальник Золотоніського районного управління сільського господарства Черкаської області.
У 1973—1978 роках — голова виконавчого комітету Золотоніської районної ради депутатів трудящих. Закінчив заочно Вищу партійну школу при ЦК КПУ.
У 1978 — грудні 1979 року — 1-й секретар Драбівського районного комітету КПУ Черкаської області.
20 грудня 1979 — 3 вересня 1991 року — голова виконавчого комітету Черкаської обласної Ради народних депутатів. У березні — 3 вересня 1991 року — одночасно голова Черкаської обласної Ради народних депутатів.
18.03.1990 року обраний Народним депутатом України, 2-й тур, 56,13 % голосів, 4 претенденти. Входив до групи «Аграрники», «За соціальну справедливість». Член Комісії ВР України з питань агропромислового комплексу.
У 1991—1992 роках — генеральний директор Мліївського науково-виробничого об'єднання «Сад» Черкаської області. З 1992 року — директор Черкаського обласного міжгосподарського навчального центру Агропрому.

## Нагороди
- три ордени Трудового Червоного Прапора
- орден Дружби народів
- медалі